# Tierra Firme (revue)
Tierra Firme est une revue culturelle publiée en Espagne pendant les années 1935 et 1936, pendant la Seconde République.

## Description
Le premier numéro est paru en 1935. Liée à l'américanisme, elle avait pour objectif de renforcer les liens entre l'Espagne et l'Amérique hispanique. Elle était éditée par la section hispano-américaine du Centro de estudios históricos (es).
Bien que le projet ait été initié par Américo Castro, la publication a été dirigée par Enrique Díez-Canedo. Y ont collaboré des auteurs tels que Ramón Iglesia (es), Ángel Rosenblat, Juan Dantín Cereceda (es), Manuel Ballesteros Gaibrois (es), Gonzalo Rodríguez Lafora (es), Juan Izquierdo Croselles, Gustavo Pittaluga, Julio Álvarez del Vayo, Jorge Basadre, Rodolfo Barón Castro (es), Ventura García Calderón (es), Luis de Zulueta, José Eduardo Guerra, Jorge Mañach (es), Silvio Arturo Zavala (es) ou Joseph Nehama, entre autres.
Un total de 8 numéros ont été publiés avec une périodicité trimestrielle. La parution s'est arrêtée en 1936, bien que le dernier numéro ait été imprimé en 1937,.